# S. Fowler Wright
Sidney Fowler Wright (Suffolk, 6 gennaio 1874 – 25 febbraio 1965) è stato uno scrittore britannico di fantascienza e orrore.
Nacque nel 1874 nella regione di Suffolk. Nel 1920 diventa direttore della rivista Poetry, diretta per dodici anni. A parte una copiosa produzione fantastica sviluppata in una carriera lunga venticinque anni (il suo primo romanzo è The Amphibians, del 1924, in cui, 500.000 anni nel futuro, la razza umana si è estinta e nuove specie intelligenti combattono per la supremazia sulla Terra), ha curato la traduzione dell'Inferno di Dante.
Morì nel 1965 all'età di novantuno anni.